# العلاقات الكولومبية اللاوسية
العلاقات الكولومبية اللاوسية هي العلاقات الثنائية التي تجمع بين كولومبيا ولاوس.

## مقارنة بين البلدين
هذه مقارنة عامة ومرجعية للدولتين:
| وجه المقارنة                                              | كولومبيا        | لاوس        |
| --------------------------------------------------------- | --------------- | ----------- |
| المساحة (كم2)                                             | 1.14 مليون      | 236.80 ألف  |
| عدد السكان (نسمة)                                         | 49.07 مليون     | 6.86 مليون  |
| الكثافة السكانية (ن./كم²)                                 | 43.04           | 28.97       |
| العاصمة                                                   | بوغوتا          | فيينتيان    |
| اللغة الرسمية                                             | اللغة الإسبانية | اللغة اللاو |
| العملة                                                    | بيزو كولومبي    | كيب لاوي    |
| الناتج المحلي الإجمالي (بليون دولار)                      | 309.19 مليار    | 16.85 مليار |
| الناتج المحلي الإجمالي (تعادل القوة الشرائية) بليون دولار | 724.96 مليار    | 38.71 مليار |
| الناتج المحلي الإجمالي الاسمي للفرد دولار أمريكي          | 7.60 ألف        | 1.82 ألف    |
| الناتج المحلي الإجمالي للفرد دولار أمريكي                 | 13.36 ألف       |             |
| مؤشر التنمية البشرية                                      | 0.720           | 0.575       |
| رمز المكالمات الدولي                                      | +57             | +856        |
| رمز الإنترنت                                              | .co             | .la         |
| المنطقة الزمنية                                           | 00              | ت ع م+07:00 |

## منظمات دولية مشتركة
يشترك البلدان في عضوية مجموعة من المنظمات الدولية، منها:
| علم المنظمة | اسم المنظمة                        | تاريخ انضمام كولومبيا | تاريخ انضمام لاوس |
| ----------- | ---------------------------------- | --------------------- | ----------------- |
|             | منظمة حظر الأسلحة الكيميائية       | ?                     | ?                 |
|             | البنك الدولي للإنشاء والتعمير      | 24 ديسمبر 1946        | 5 يوليو 1961      |
|             | الأمم المتحدة                      | 5 نوفمبر 1945         | 14 ديسمبر 1955    |
|             | منظمة الشرطة الجنائية الدولية      | ?                     | ?                 |
|             | وكالة ضمان الاستثمار متعدد الأطراف | 30 نوفمبر 1995        | 5 أبريل 2000      |
|             | يونسكو                             | 31 أكتوبر 1947        | 9 يوليو 1951      |
|             | مؤسسة التنمية الدولية              | 16 يونيو 1961         | 28 أكتوبر 1963    |
|             | مؤسسة التمويل الدولية              | 20 يوليو 1956         | 29 يناير 1992     |